# Dominikální Paseky
Dominikální Paseky jsou vesnice, část obce Bratkovice v okrese Příbram ve Středočeském kraji. Nachází se asi 1,5 kilometru severně od Bratkovic. Vesnicí protéká Litavka. Je zde evidováno 124 adres. V roce 2011 zde trvale žilo 203 obyvatel.
Dominikální Paseky je také název katastrálního území o rozloze 1,17 km². Část obce Dominikální Paseky leží i na katastrálním území Bratkovice v Brdech o rozloze 0,97 km².

## Historie
První písemná zmínka o vesnici pochází z roku 1654.

## Obyvatelstvo
| Rok            | 1869 | 1880 | 1890 | 1900 | 1910 | 1921 | 1930 | 1950 | 1961 | 1970 | 1980 | 1991 | 2001 | 2011 | 2021 |
| -------------- | ---- | ---- | ---- | ---- | ---- | ---- | ---- | ---- | ---- | ---- | ---- | ---- | ---- | ---- | ---- |
| Počet obyvatel | 468  | 463  | 521  | 535  | 546  | 480  | 475  | 351  | 325  | 274  | 231  | 167  | 155  | 203  | 219  |
| Počet domů     | 58   | 59   | 62   | 70   | 72   | 74   | 86   | 97   | 97   | 90   | 80   | 96   | 100  | 110  | 120  |

## Obecní správa
Při sčítání lidu v letech 1850–1920 Dominikální Paseky byly osadou obce Hluboš v okrese Příbram. V letech 1921–1960 byly samostatnou obcí v okrese Příbram. Od 12. června 1960 jsou částí obce Bratkovice v okrese Příbram.

## Pamětihodnosti

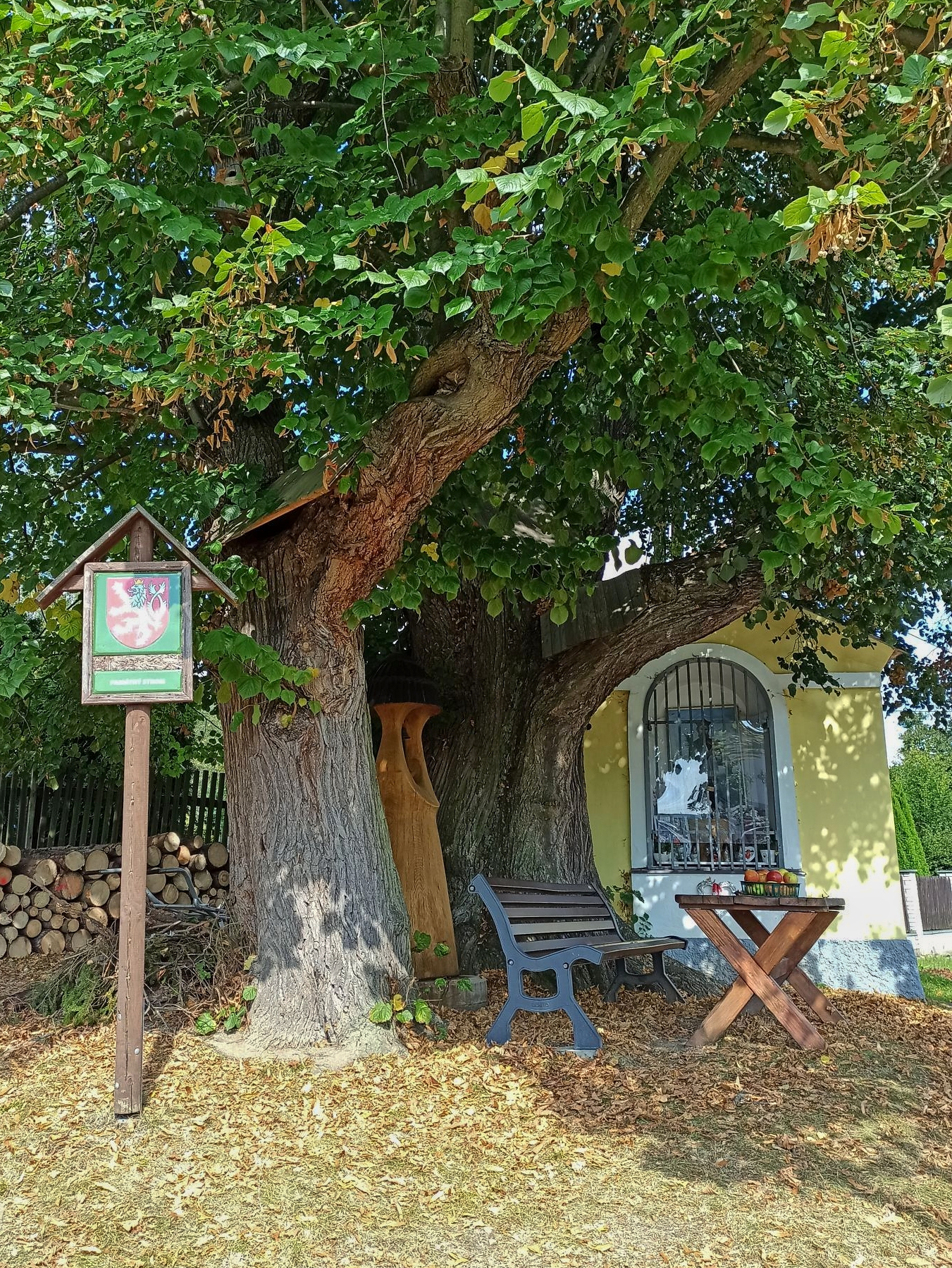
Kaplička
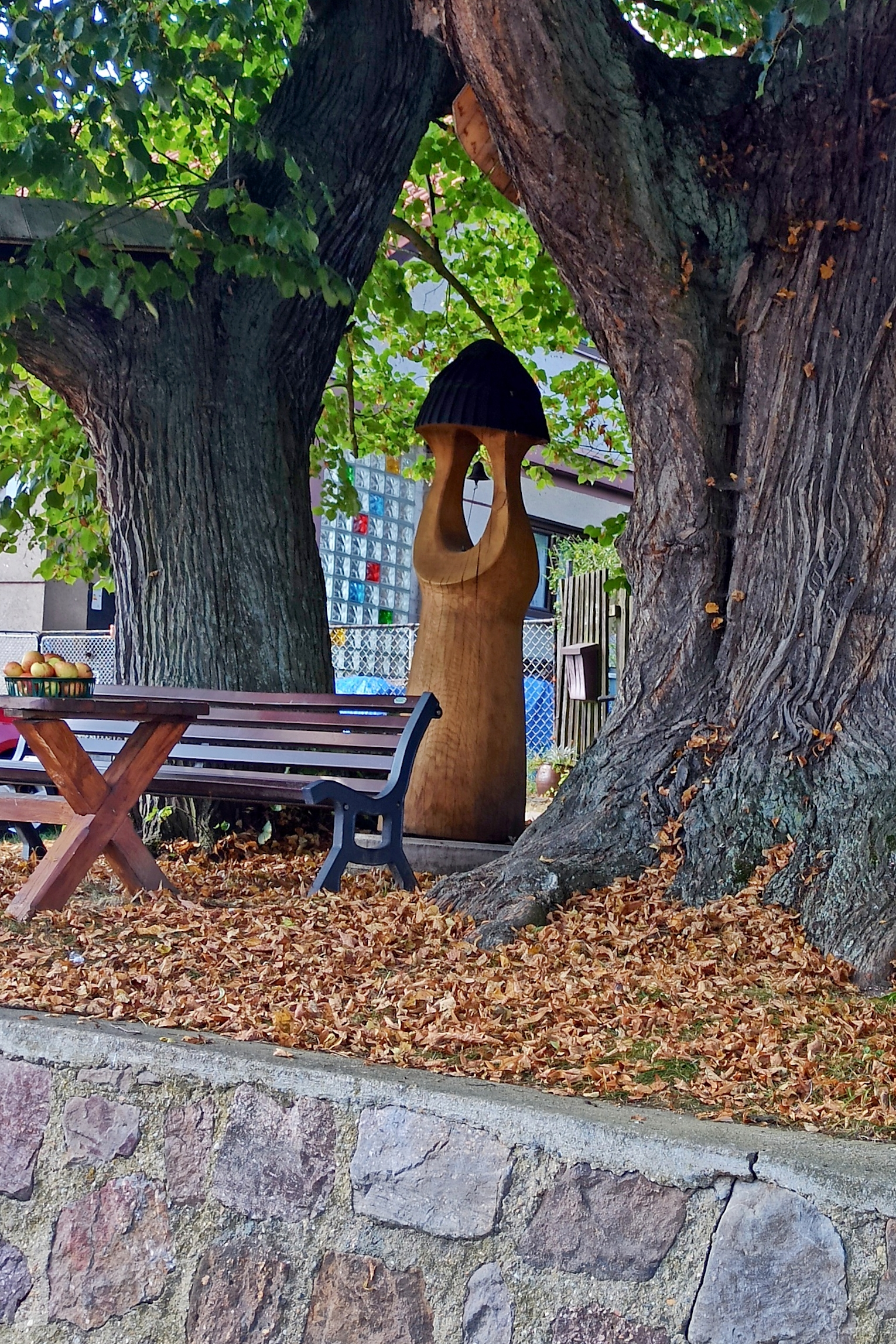
Zvonička
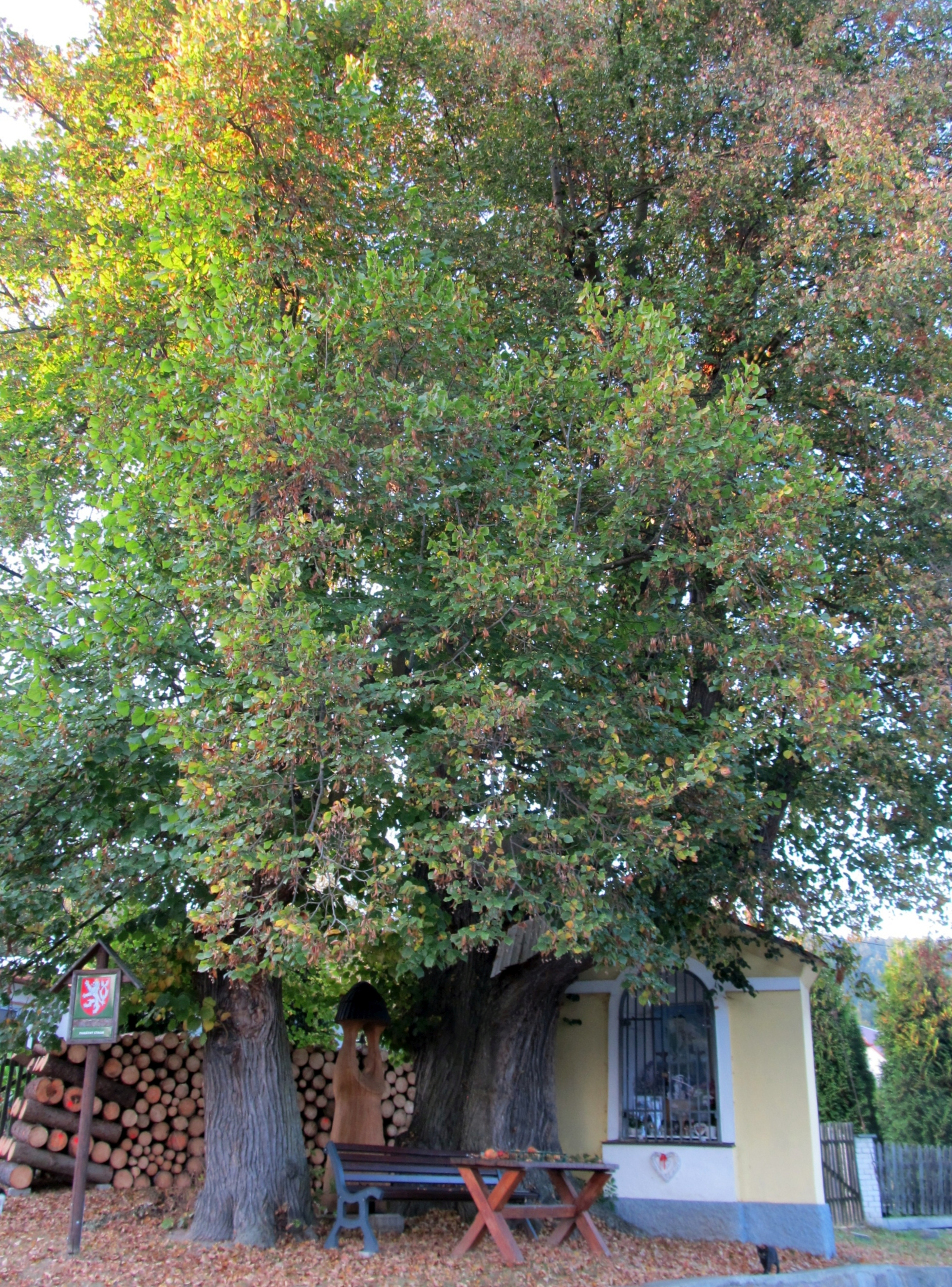
Pasecká lípa  - Kaplička
  - Zvonička
  - Pasecká lípa - památný strom